# يو إف سي 248
يو إف سي 248: أديسانيا ضد روميرو (بالإنجليزية: UFC 248: Adesanya vs. Romero)‏ هو حدث لفنون القتال المختلطة نظمته يو إف سي، أُقيم في 7 مارس 2020، على تي موبايل أرينا في بارادايس، نيفادا، الولايات المتحدة.